# Glen A. Larson
Glen A. Larson (nasceu Glen Albert Larson) (Long Beach, 3 de Janeiro de 1937 — 14 de novembro de 2014) foi um roteirista e produtor estadunidense, com muitas de suas criações transformadas em cults, sendo retransmitidas continuamente pela televisão ou mesmo sendo reelaboradas. Para os fãs, ele é considerado tão importante quanto outro produtor célebre, Gene Roddenberry.
Larson era membro de A Igreja de Jesus Cristo dos Santos dos Últimos Dias.

## Premiações
- Emmy Award
  - 1978: Indicado para a categoria Outstanding Drama Series, por Quincy, M.E.
- Grammy Award
  - 1979: Indicado para a categoria Best Album of Original Score Written for a Motion Picture or Television Special, por Battlestar Galactica
- Edgar Award
  - 1973: Venceu na categoria Best Episode in a TV Series Teleplay, por "The New Mexico Connection" da série McCloud
  - 1981: Venceu na categoria Best Episode in a TV Series Teleplay, por "China Doll" (com Donald Bellisario) da série Magnum, P.I.

## Filmografia como produtor
- (1968) - It Takes a Thief  - (série de TV, produtor associado)
- (1970) - McCloud  - (série de TV, produtor executivo)
- (1970-1971) - The Virginian (1962) - (série de TV, produtor executivo)
- (1971) - Alias Smith and Jones - (série de TV, produtor)
- (1973) - The Six Million Dollar Man: Wine, Women and War - (filme televisivo, produtor executivo)
- (1973) - The Six Million Dollar Man: Solid Gold Kidnapping - (filme televisivo, produtor executivo)
- (1974) - Sin, American Style - (TV, produtor executivo)
- (1974) - Get Christie Love  - (série de TV, produtor executivo)
- (1975) -  Switch - (série de TV, produtor executivo)
- (1976) -  Quincy, M.E. - (série de TV, produtor executivo)
- (1977) -  Benny and Barney: Las Vegas Undercover - (TV, produtor)
- (1977) -  The Hardy Boys/Nancy Drew Mysteries
- (1977) -  The Hardy Boys Mysteries  -  (série de TV, produtor executivo)
- (1977) - The Hardy Boys/Nancy Drew Mysteries - (série de TV, produtor executivo)
- (1978) -  Battlestar Galactica
- (1978) - The Islander - (filme televisivo, produtor)
- (1978) - Sword of Justice - (série de TV, produtor executivo)
- (1978) - Evening in Byzantium - (TV, produtor executivo)
- (1978) - A Double Life  - (TV, produtor executivo)
- (1979) - B.J. and the Bear
- (1979) - Buck Rogers in the 25th Century
- (1979) - The Misadventures of Sheriff Lobo  - (série de TV, produtor)
- (1980) - Battles: The Murder That Wouldn't Die - (TV, produtor executivo)
- (1980) - Galactica 1980
- (1980) - Magnum, P.I.
- (1980) - Nightside  (filme televisivo, produtor executivo)
- (1981) - The Fall Guy - (série de TV, produtor executivo)
- (1981) - Fitz and Bones  - (série de TV, produtor)
- (1982) - Knight Rider
- (1982) - Terror at Alcatraz ) - (TV, produtor executivo)
- (1982) - Rooster - (filme televisivo, produtor executivo)
- (1983) - Manimal  - (série de TV, produtor)
- (1983) - Automan - (série de TV, produtor executivo)
- (1984) - Cover Up - (série de TV, produtor executivo)
- (1985) - In Like Flynn  - (TV, produtor executivo)
- (1988) - The Highwayman  - (série de TV, produtor executivo)
- (1989) - The Road Raiders  - (série de TV, produtor executivo)
- (1989) - Chameleons - (série de TV, produtor executivo)
- (1991) - P.S.I. Luv U - (série de TV, produtor executivo)
- (1994) - One West Waikiki - (série de TV, produtor executivo)
- (1997) - Team Knight Rider - (série de TV, produtor executivo)
- (1999) - The Darwin Conspiracy - (TV, produtor executivo)
- (1999) - Millennium Man - (TV, produtor executivo)
- (2003) - Battlestar Galactica - (minissérie, "produtor consultivo")
- (2004) - Battlestar Galactica -(série de TV, "produtor consultivo")